# Rasheed Moore
Rasheed Moore (Filadelfia, 13 maggio 1995) è un cestista statunitense.